# Хартц-Маунтинс
Хартц-Маунтинс (англ. Hartz Mountains National Park) — национальный парк в штате Тасмания, Австралия.

## Описание
Парк расположен в Южной Тасмании и имеет площадь 71,4 км². Высота варьируется от 160 до 1255 метров над уровнем моря, средняя высота — более 600 метров. Ядром парка являются горы Хартц. Несколько каровых озёр, самое крупное из которых (560 на 360 метров) также называется Хартц; другие живописные озёра — Эсперанса, Лэдис, Осборн. Несколько водопадов. Места для ночёвок в парке не предусмотрены.
Флора: эвкалипт косой, эвкалипт ягодный, Eucalyptus vernicosa, Eucalyptus subcrenulata, нотофагус Каннингема, атеросперма, Eucryphia lucida, Anopterus glandulosus, Telopea truncata.
Фауна: млекопитающие — тасманийский филандер, рыже-серый валлаби, лисий кузу, ехидны, утконосы; земноводные — лягушка Crinia nimbus (вид открыт в 1992 году); птицы — восточный шилоклювый медосос, зелёная розелла, тасманийский ворон.

## История
В 1842 году был основан город Дживстон (около 13 километров по прямой до нынешних границ парка). Его жители проложили дорогу до гор Хартц, откуда вывозили древесину Lagarostrobos (ныне это дерево в парке почти не встречается). В 1939 горы Хартц и прилегающая территория были объявлены резерватом дикой природы. В 1951 году статус был повышен до нынешнего: «национальный парк». C 1989 года парк входит в объект Всемирного наследия ЮНЕСКО «Дикая природа Тасмании».